# A Modern Thelma
A Modern Thelma è un film muto del 1916 diretto da John G. Adolfi. È la terza versione cinematografica del romanzo Thelma di Marie Corelli pubblicato nel 1887.

## Trama
Stanco della vita vuota e superficiale della società londinese, sir Philip si reca in Norvegia dove conosce, innamorandosene, Thelma. Mentre l'inglese, che è un buon alpinista, sta scalando una parete, la ragazza viene insidiata da Dyceworthy, un uomo ricco e senza scrupoli. Viene salvata all'ultimo momento dall'arrivo di Philip che la sposa, portandola via con sé a Londra.
Entrata a far parte dell'alta società, Thelma si trova oggetto delle trame di una ex-fidanzata di Philip che, gelosa, diffonde pettegolezzi sul suo ex, facendolo passare per un adultero. L'ingenua Thelma cade nella trappola e, amareggiata, torna in Norvegia, convinta che il marito non sia per niente differente da Dyceworthy. Philip, però, seguirà la moglie, riuscendo a convincerla che tutte le voci sul suo conto sono false e che lui la ama veramente.

## Produzione
Il film fu prodotto dalla Fox Film Corporation.
Thelma, romanzo del 1887 di Marie Corelli, è stato adattato diverse altre volte per lo schermo:
- Thelma prodotto dalla Thanhouser (1910)
- Thelma prodotto dalla Selig Polyscope (1911)
- Thelma, regia di A.E. Coleby e Arthur Rooke (1918)
- Thelma, regia di Chester Bennett (1922)

## Distribuzione
Distribuito dalla Fox Film Corporation, uscì nelle sale cinematografiche USA il 16 aprile 1916.